# Robert Villemain
Pour les personnes ayant le même patronyme, voir Villemain.
Robert Villemain est un boxeur français né à Paris le 10 janvier 1924 et mort à Montfermeil le 4 septembre 1984.

## Carrière

### Débuts
Robert Villemain est né le 10 janvier 1924 à Paris. Son père, un colosse de 120 kilos, initie son enfant turbulent à la gymnastique jusqu'à ce qu'une chute assez grave mette fin à ses sauts périlleux. À quinze ans, le jeune Robert travaille à l'usine comme ouvrier-verrier. Le professeur Jean Bretonnel lui découvre des talents de boxeur et le lance dans le noble art à seize ans et demi. Lorsque son père meurt en décembre 1943, Robert se conduit en chef de famille, élevant ses trois petites sœurs avec sa mère. Sa carrière amateure est remarquable, Villemain compte cent victoires, dix nuls pour seulement trois défaites. Il débute chez les professionnels en décembre 1944 par une victoire par KO contre Amar Jaafar à la Salle Wagram.

### Champion de France et d'Europe
Le 14 octobre 1946, Robert Villemain devient champion de France des poids welters en dominant Omar Kouidri. Il poursuit sa fulgurante ascension en devenant champion d'Europe en février 1947 en forçant l'Anglais Ernie Roderick à l'abandon après la neuvième reprise.
Le 27 octobre 1947, Robert Villemain bat Laurent Dauthuille aux points au Palais des Sports de Paris en dominant la deuxième partie du combat grâce à sa vitesse. Le 17 décembre, Villemain remet en jeu son titre de champion d'Europe des mi-moyens contre Omar Kouidri au Palais des Sports et s'impose difficilement aux points pour conserver sa ceinture.
En septembre 1948, le Français domine aux points l'Italien Gino Verdinelli à Lisbonne, qui décède deux semaines plus tard d'une commotion cérébrale.

### Combats contre LaMotta
Le 25 mars 1949, il rencontre LaMotta au Madison Square Garden de New York. Pour le public et les observateurs, il est vainqueur. Mais deux juges, qui devaient être disqualifiés par la suite, donnent la victoire à La Motta pour ne pas nuire à de juteux paris.
Le 9 décembre 1949, Robert Villemain prend la place du regretté Marcel Cerdan, décédé quelques semaines auparavant, pour affronter La Motta au Madison Square Garden. Les Américains sont confiants, Villemain n'est pas des plus puissants et il arrive léger, à 71 kg — Villemain est pesé à 73,6 kg après avoir fait un festin quelques heures avant celle-ci pour éviter l'amende d'un poids raté — face aux 75 kg de LaMotta. LaMotta est champion du monde mais il refuse de mettre en jeu son titre face au Français. Robert Villemain remporte largement le combat face au champion en titre, impressionnant par sa vitesse et son rythme, annihilant les combinaisons de son adversaire,. Après sa défaite, La Motta refusera systématiquement toute autre confrontation entre les deux boxeurs. Ce match est la Surprise de l'année Ring Magazine.
Ses brillants succès contre Jake LaMotta et Kid Gavilan lui valent de faire la une du Ring Magazine en avril 1950.

### Combat contre Robinson
En juin 1950, Robert Villemain, qui ne refuse aucun combat, accepte d'affronter Sugar Ray Robinson aux États-Unis. Contre le champion incontesté de la catégorie à qui il rend 11 centimètres, Villemain gagne plusieurs reprises et est l'un des rares boxeurs à avoir envoyé Robinson au tapis,,. Bien qu'il soit allé au tapis deux fois, le boxeur français a tellement prouvé sa valeur au champion du monde qu'il obtient sa revanche à Paris en décembre. Villemain est arrêté par l'arbitre à la neuvième reprise, cédant aux rafales de coups de l'Américain.
Surnommé le French Bulldog, il totalise en poids welters puis en poids moyens 52 victoires pour 7 défaites et 4 nuls.

## Référence
1. 1 2 3 4 5 6 7 8 9  Jean Dumas, « Villemain ou Dauthuille ? », L'Aurore, no 2097,‎ 9 juin 1951, p. 6 (lire en ligne).
2. 1 2  Christian Montaignac, Etoiles fuyantes, JC Lattès, 17 novembre 2004, 212 p. (ISBN 9782709639118), Robert Villemain (1924-1984) : Au pays de l'oubli.
3. ↑  « Match de boxe : Villemain Dauthuille » [vidéo], Journal Les Actualités Françaises, 30 octobre 1947 (consulté le 13 décembre 2020).
4. ↑  « Boxe : Villemain-Kouidry » [vidéo], Journal Les Actualités Françaises, 27 décembre 1947 (consulté le 13 décembre 2020).
5. ↑  « Villemain, vainqueur à Lisbonne », Paris-presse, no 1167,‎ 19 septembre 1948, p. 4 (lire en ligne).
6. ↑  Jacques Marchand, « Pour chasser la mort du ring... », Ce soir, no 2162,‎ 1er octobre 1948, p. 4 (lire en ligne).
7. 1 2 3  Jean Dumas, « Villemain n'a fait que confirmer sa classe », Miroir Sprint, no 183,‎ 12 décembre 1949, p. 4.
8. ↑  Robert Villemain, « Je me suis régalé avant le combat... mais après j'étais encore plus joyeux », Miroir Sprint, no 183,‎ 12 décembre 1949, p. 6-7.
9. ↑  John Davies, « Villemain a gagné un match, séduit le public, converti une foule d'experts égarés... et englouti le célèbre Jimmy Powers sous le flot amer de ses prophéties hasardeuses », Miroir Sprint, no 183,‎ 12 décembre 1949, p. 5.
10. ↑  John Parker, « Villemain est allé au tapis... mais il a aussi envoyé Ray Robinson à terre », Ce soir, no 2685,‎ 7 juin 1950, p. 5 (lire en ligne).
11. ↑  (en) Sugar Ray l'inoubliable (netboxe.com)
12. ↑  Jacques Marchand, « Ray "Sugar" Robinson était le plus fort et Robert, qui s'octroya 2 rounds, fut renvoyé dans son coin à la 9e reprise », Ce soir, no 2858,‎ 24 décembre 1950, p. 5 (lire en ligne).

## Filmographie
- 1953 : Sur deux roues de René Lucot (court-métrage documentaire), dans son propre rôle.
- 1958 : En bordée de Pierre Chevalier